# Krätzchen (Witz)
Das Krätzchen (auf Kölsch: Krätzje, Krätzge, Mehrzahl: Krätzjer) ist eine humorvolle Erzählform für lustige Begebenheiten oder Streiche innerhalb des „Rheinischen Humors“, die auch als Gesangsvortrag dargeboten werden kann. Vergleichbare Formen aus anderen Sprachbereichen sind auch der Schwank und die Schnurre oder das bayerisch-österreichischen Gstanzl.
Die Bezeichnung ist auf das Diminutiv Krätzchen, für kleinen Riss, Schrämmchen, Streich, Schlag, Stoß, Hau, Hieb; im übertragenen Sinne für Ulk, lustigen Streich, Schnurre oder Schwank zurückzuführen.
Inhaltlich ist das Krätzchen eine kurz gefasste lustige Begebenheit, die in der Regel von einer Pointe abgeschlossen wird.  Gern spielen die Begebenheiten in einem familiären oder jedenfalls bekannten Umfeld. Das Krätzchen wird auch als Hauptausdrucksform des rheinischen Humors bezeichnet, vor dem kürzeren Witz und dem Verzellche, einer längeren Geschichte.
Krätzchen werden mündlich auf langsame, pausenreiche Weise vorgetragen, oft mit starker Intonation oder Intonationswechseln. Außerhalb der wörtlichen Rede wird gern in der Nähe zum Telegrammstil formuliert. Ab dem Ende des 19. Jahrhunderts wurden Krätzchen auch in Witzblättern abgedruckt, so beispielsweise im „Kölnische Käs-Blättche“ (1881–1884), Herausgegeben von Maria Heinrich Hoster unter seinem Alter Ego „Antun Meis“. Auch die Magazine „Us Kölle för Kölle“ (1905) sowie die „Lustige Kölner Zeitung“ (1925) brachten zahlreiche Krätzchen und Verzellcher. Willi Ostermann brachte Ende 1930 das ähnliche Blatt „Tünnes und Schäl“ heraus, das allerdings schon 1931 eingestellt wurde.

## Beispiel eines abgedruckten Krätzchens
„Drei kölsche Jungens kommen in eine Apotheke. Der eine verlangt für zehn Pfennig Salmiakpastillcher. Etwas mürrisch klettert der Provisor die Leiter hinauf, langt den Topf herunter, wiegt ab und stellt den Topf wieder hinauf. Jetzt fragt er den zweiten Jungen, was er wünscht und knurrt mächtig, als der Junge auch für zehn Pfennig Salmiakpastillcher haben will. „Das hätte er doch gleich sagen können usw.“ Nachdem er diesen Jungen nun auch bedient hat, fragt er gereizt den dritten, einen kleinen Krott: „Na, du willst wohl auch für zehn Pfennig Salmiakpastillcher haben?“ – „Enä“, lautet die Antwort. – „Das ist aber auch dein Glück, was willst Du den haben?“ – „Für fünf Penning Salmiakpastillcher.““